# Anhausen
Anhausen település Németországban, Rajna-vidék-Pfalz tartományban. Lakosainak száma 1382 fő (2023. december 31.).

## Népesség
A település népességének változása:
| Lakosok száma | 907  | 1356 | 1349 | 1379 | 1395 | 1382 |
|               | 1975 | 2017 | 2019 | 2021 | 2022 | 2023 |